# Francisco de Paula Menezes
Francisco de Paula Menezes (Niterói, 25 de agosto de 1811 – Rio de Janeiro, 10 de setembro de 1857) foi um médico brasileiro.
Doutorado pela Academia Médico-Cirúrgica em 1837. Foi eleito membro da Academia Nacional de Medicina em 1835, com o número acadêmico 39, na presidência de Joaquim Cândido Soares de Meireles.